# 太陽塔望遠鏡

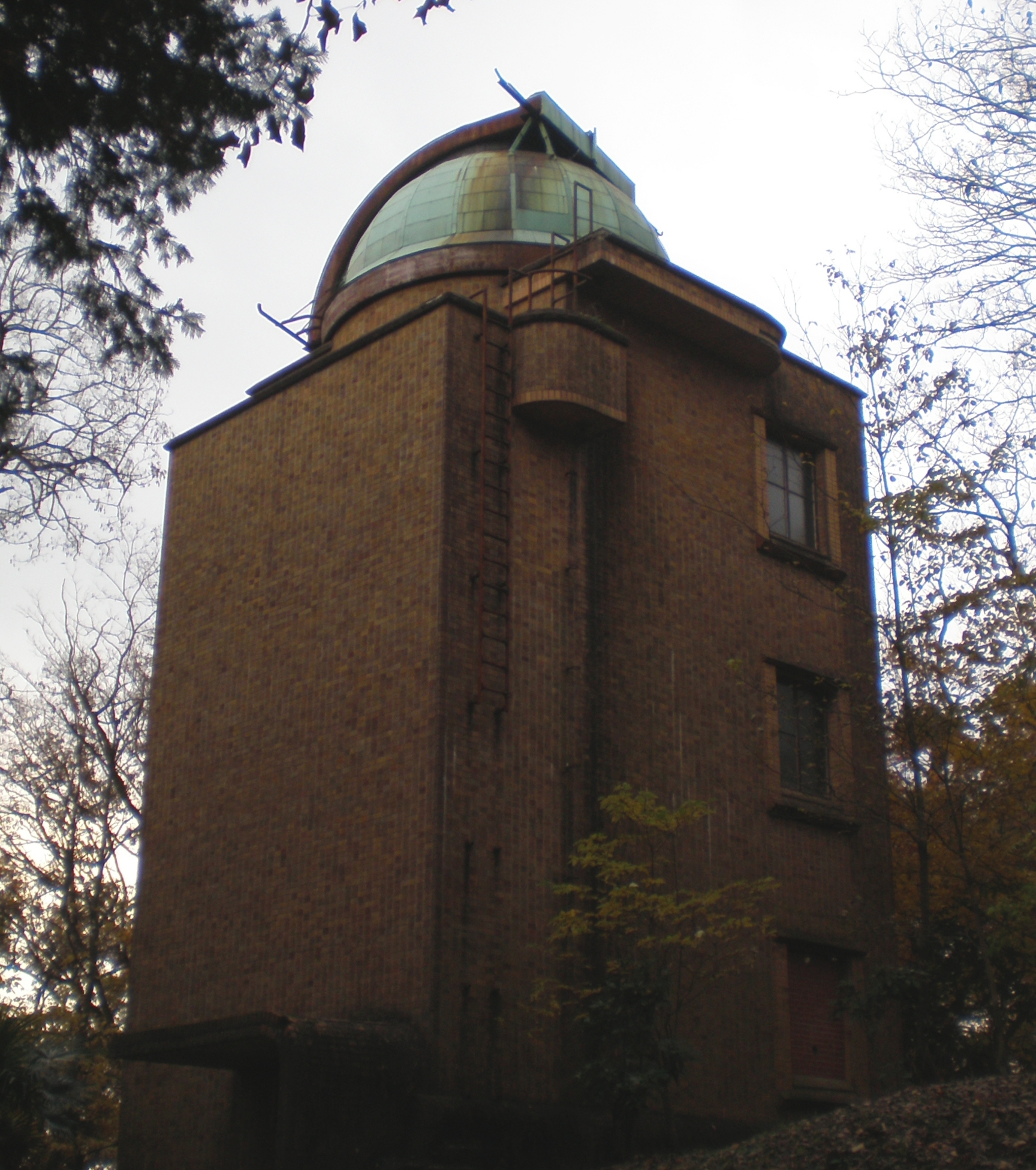
国立天文台三鷹キャンパスにある太陽塔望遠鏡

太陽塔望遠鏡（たいようとうぼうえんきょう）は、国立天文台三鷹キャンパスにある太陽の精密分光観測を行うための施設。ドイツのポツダムにあるアインシュタイン塔と同様の構造をしているため、アインシュタイン塔と呼ばれている。

## 概要

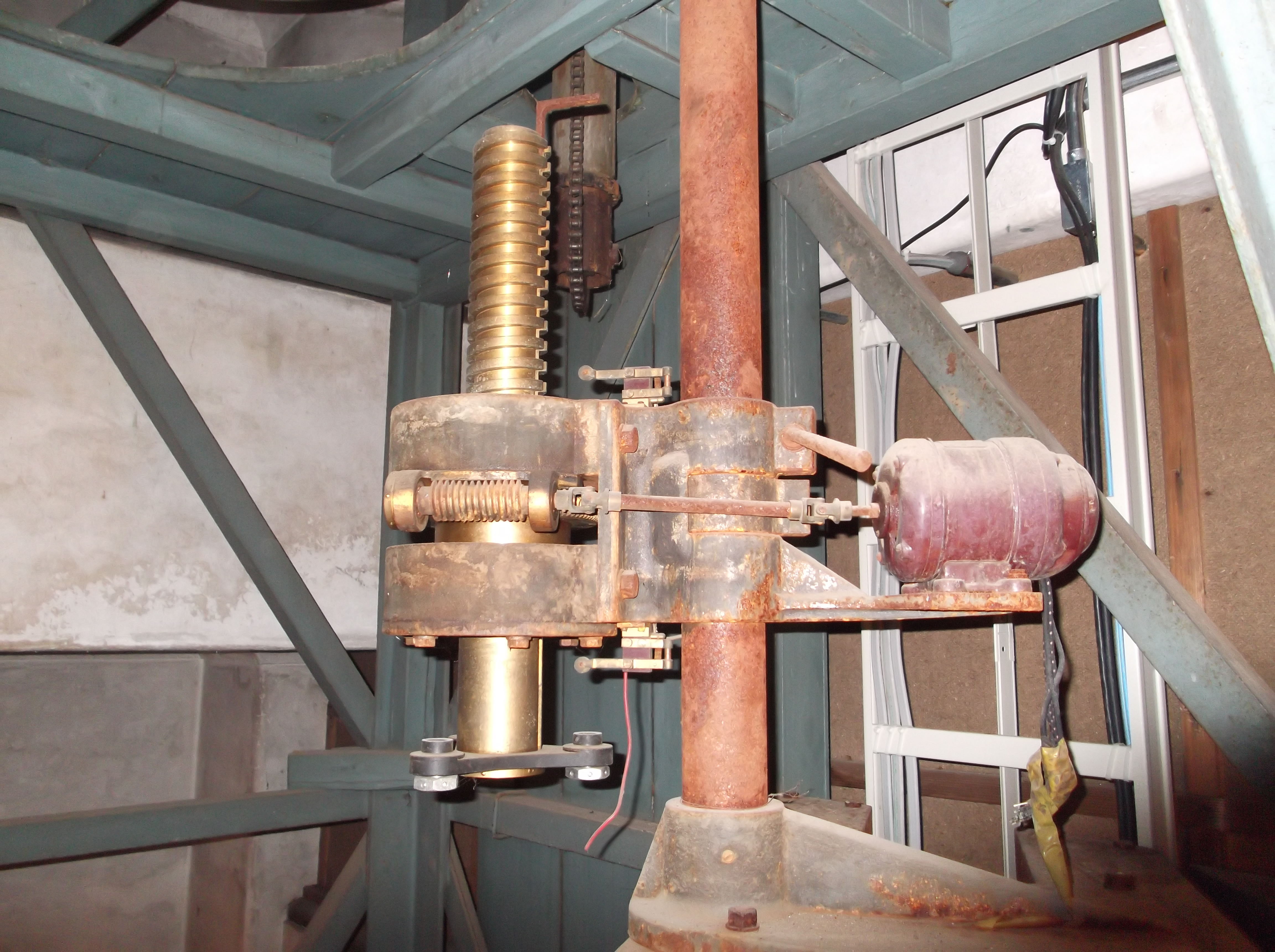
三鷹キャンパス（日本の国立天文台）の太陽の塔望遠鏡の塔の内部。2011年7月9日の施設特別公開で撮影。

1930年（昭和5年）に東京天文台（現国立天文台）に設置されたもので、光学系はカール・ツァイス製である。太陽の光をドーム内の口径65cm、焦点距離14.5cmのシーロスタットという2枚鏡構造に導入し、対物レンズとで太陽光を半地下室に送る。半地下室では、スリットとプリズムによりスペクトルとして分解された太陽光を写真乾板へと転写することで観測を行う。
このアインシュタイン塔は、アルベルト・アインシュタインの一般相対性理論に基づいた、太陽の重力によって光のスペクトルがわずかに長くなる現象（アインシュタイン効果）を検出するために作成された。
アインシュタイン塔では実際にアインシュタイン効果は観測されなかったが、第二次世界大戦後に改良された光学系を用いて太陽の磁場の観測や太陽フレアの観測で大きな成果を挙げた。現在は、国立天文台三鷹キャンパスにて常時公開施設として公開されているが、老朽化のためか内部を見学することができない。

## 歴史
- 1930年 - 太陽塔望遠鏡完成
- 1998年 - 国の登録有形文化財に登録

## 主な構造

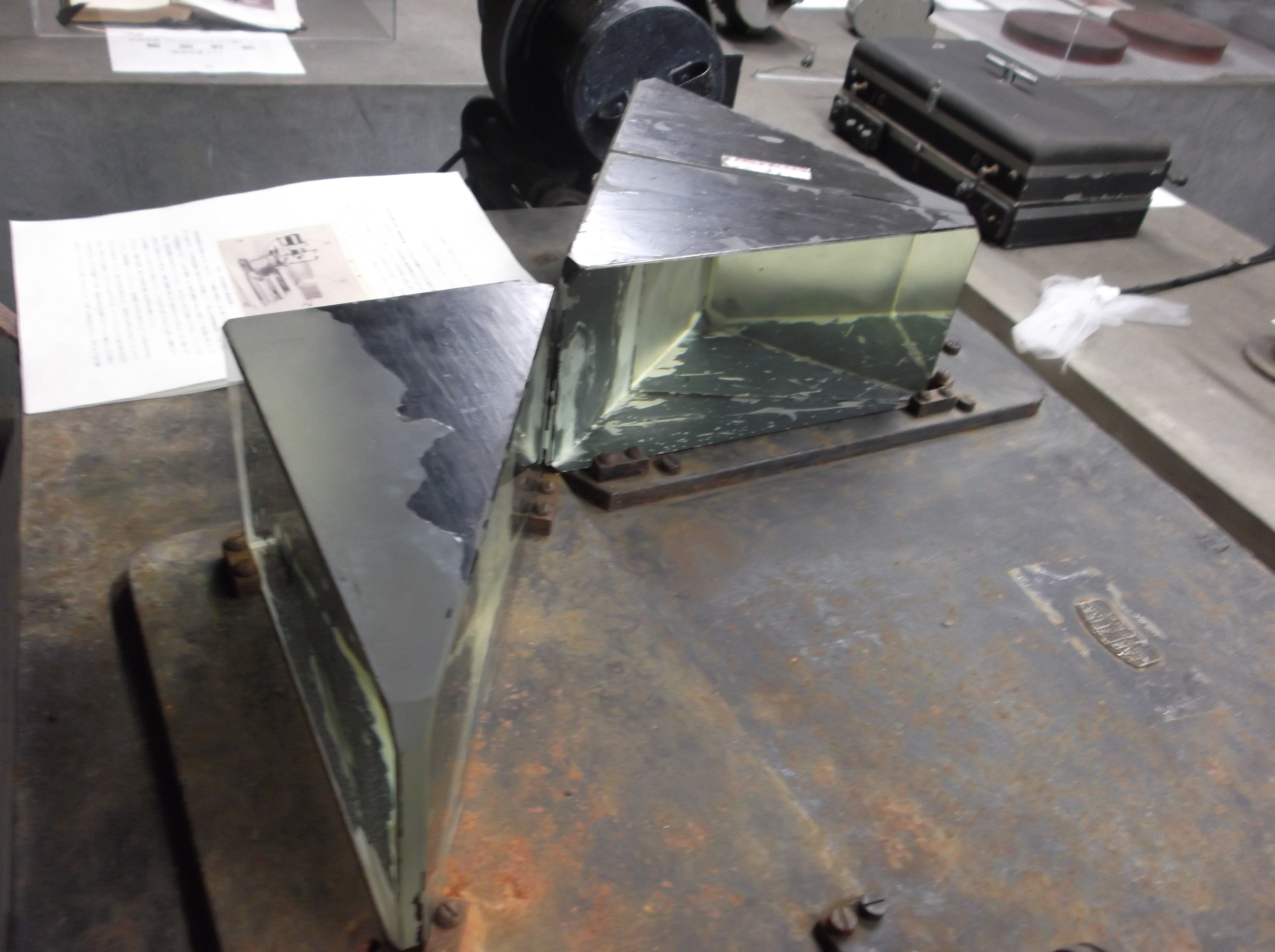
三鷹キャンパス（日本の国立天文台）の太陽の塔望遠鏡のプリズム。2011年7月9日の施設特別公開で撮影。

- シーロスタット
- スリット
- コリメーター
- 対物レンズ
- 写真乾板
- 平面鏡